# Вибір народу (премія)
Премія «Вибір народу» (англ. People's Choice Awards) — популярна американська премія, яку присуджують діячам попкультури за підсумками глядацького голосування. Її продюсує компанія «Procter & Gamble» і транслюють на каналі CBS. Вручають щороку, починаючи з 1975 року.
До 2005 року переможця в кожній з категорій обирали за допомогою соціологічного опитування, а потім було організовано голосування в Інтернеті. З 2005 року лауреати премії визначаються за підсумками голосування американців в режимі реального часу.
У кожній номінації, яких більш як 40, може змагатися до 12 кандидатів. Кандидатів, висунутих для інтернет-голосування обирають за допомогою таємної процедури за участю редакторів «Entertainment Weekly», продюсерів шоу, та опитування фанатів.
Їх відбирають з урахуванням таких факторів, як рейтинг популярності, касові збори і обсяг продажів музичних творів.
З 1982 року єдиним спонсором та організатором шоу є компанія Procter & Gamble.

## Список церемоній

### 2018 рік
Список переможців
THE MOVIE OF 2018
Avengers: Infinity War
THE COMEDY MOVIE OF 2018
The Spy Who Dumped Me
THE ACTION MOVIE OF 2018
Avengers: Infinity War
THE DRAMA MOVIE OF 2018
Fifty Shades Freed
THE FAMILY MOVIE OF 2018
Incredibles 2
THE DRAMA MOVIE STAR OF 2018
Jamie Dornan, Fifty Shades Freed
THE MALE MOVIE STAR OF 2018
Chadwick Boseman, Black Panther
THE FEMALE MOVIE STAR OF 2018
Scarlett Johansson, Avengers: Infinity War
THE COMEDY MOVIE STAR OF 2018
Melissa McCarthy, Life of the Party
THE ACTION MOVIE STAR OF 2018
Danai Gurira, Black Panther
THE SHOW OF 2018
Shadowhunters
THE DRAMA SHOW OF 2018
Riverdale
THE COMEDY SHOW OF 2018
Orange Is The New Black
THE REVIVAL SHOW OF 2018
Dynasty
THE REALITY SHOW OF 2018
Keeping Up with the Kardashians
THE COMPETITION SHOW OF 2018
The Voice
THE MALE TV STAR OF 2018
Harry Shum Jr., Shadowhunters
THE FEMALE TV STAR OF 2018
Katherine McNamara, Shadowhunters
THE DRAMA TV STAR OF 2018
Mariska Hargitay, Law & Order: Special Victims Unit
THE COMEDY TV STAR OF 2018
Jim Parsons, The Big Bang Theory
THE DAYTIME TALK SHOW OF 2018
The Ellen DeGeneres Show
THE NIGHTTIME TALK SHOW OF 2018
The Tonight Show Starring Jimmy Fallon
THE COMPETITION CONTESTANT OF 2018
Maddie Poppe, American Idol
THE REALITY TV STAR OF 2018
Khloe Kardashian, Keeping Up with the Kardashians
THE BINGEWORTHY SHOW OF 2018
Shadowhunters
THE SCI-FI/FANTASY SHOW OF 2018
Wynonna Earp
THE MALE ARTIST OF 2018
Shawn Mendes
THE FEMALE ARTIST OF 2018
Nicki Minaj
THE GROUP OF 2018
BTS
THE SONG OF 2018
BTS: Idol
THE ALBUM OF 2018
Nicki Minaj: Queen
THE COUNTRY ARTIST OF 2018
Blake Shelton
THE LATIN ARTIST OF 2018
CNCO
THE MUSIC VIDEO OF 2018
BTS: Idol
THE CONCERT TOUR OF 2018
Taylor Swift: Reputation
THE SOCIAL STAR OF 2018
Shane Dawson
THE BEAUTY INFLUENCER OF 2018
James Charles
THE SOCIAL CELEBRITY OF 2018
BTS
THE ANIMAL STAR OF 2018
Crusoe the Celebrity Dachshund
THE COMEDY ACT OF 2018
Kevin Hart
THE STYLE STAR OF 2018
Harry Styles
THE GAME CHANGER OF 2018
Serena Williams
THE POP PODCAST OF 2018
Scrubbing In with Becca Tilley & Tanya Rad
THE MOST HYPE WORTHY CANADIAN OF 2018
Tessa Virture & Scott Moir
L'INFLUENCEUR POP CULTURE FRANÇAIS DE 2018
Lufy
HONORARY ICON AWARD RECIPIENTS
THE PEOPLE'S ICON OF 2018
Melissa McCarthy
THE PEOPLE'S CHAMPION OF 2018
Bryan Stevenson, social activist and founder of Equal Justice Initiative
THE FASHION ICON OF 2018
Victoria Beckham